# Музеј здравствене културе у Нишу
Музеј здравствене културе у Нишу основан 1962. године у згради бившег Пастеров завод из 1900. године, једина је државна музеолошка установа те вресте не само у Србији већ и шире на Балканском полуострву. Поставка музеја сведочи о развоју српске медицине и здравствене културе у Србији од њеног ослобођења од Османлијског царства до данашнњих дана. У погледу коришћења репозиторијума здравствених институција као иницијалних фондова, највише су коришћени сачувани експонати из Пастеров завод у Нишу, почев од медицинске опреме, инструмената, мобилијара, фотографија и појединачних сачуваних докумената и других предмета.

## Положај
Музеј се налази на булевару др Зорана Ђинђића, једном од магистралних булевара у централном делу Ниша. Просторно је у саставу болничког комплеска Клиничког центра Ниш. У непосредном је суседству  Медицинског и стоматолошког факултетом у Нишу и Института за јавно здравље Ниш и Војне болнице. 

## Предуслови који су утицали на оснивање музеја
Како здравствену културу (као одраз друштвених прилика), чине: начин исхране, хигијенске навике, брига за околину, телесна активност и здравствена заштита,  добрим познавањем здравствене културу,становници неке територије јођ боље упознају друштво у коме живе и различите нивое његовог развоја, кроз који су прошли његови преци.
Имајући ово у виду међу лекарима Ниша настала је идеја да се оснује Музеј здравствене културе на следећим темељним принципима:
- да је култура део целокупног друштвеног наслеђе неке групе људи, или научених образаца мишљења, осећаја и деловања неке групе, заједнице или друштва.
- да постоји велика уплетености здравље и култура у стварности, које су у сталном динамичком систему, у коме здравље и култура међусобно утичу једна на другу.
- да здрави људи граде здраво друштво, а здраво друштво доприноси здрављу људи који га живе.
- да здравствена култура подразумева и целокупну бригу за здрав живот.[1]

## Смештај
Музеј здравствене културе у Нишу смештен је у реконструисаној згради Пастеровог завода изграђеној 1900. године, која од 1979. године има статус споменика културе великог значаја, која је данас у саставу Института за јавно здравље Ниш.
Зграда у којој се налази Музеј, као и поставка музеја последњи пут је реконструисана 2015. године, на 115-ту годишљици постојања Пастаровог завода у Нишу.